# 平安院
平安院（へいあんいん）は、東京都小平市にある臨済宗円覚寺派の寺院。

## 歴史
1739年（元文4年）、小川弥市の開基である。弥市は当地「小川新田」の名主であり、入植者の精神的支柱として当院を創建した。その際に、江戸市ヶ谷河田町（現・東京都新宿区河田町）の月桂寺の塔頭より名称を頂いている。
1952年（昭和27年）に堂宇の大改修を行っている。その際に開山の閑叔碩三を顕彰する「開山塔」を造立している。

## 交通アクセス
- 新小平駅より徒歩13分。